# Wilhelm Kritzinger
Friedrich Wilhelm Kritzinger (Grünfier, 14 april 1890 – Neurenberg, 25 april 1947) was een Duits jurist en een van de deelnemers aan de Wannseeconferentie.
Kritzinger was zoon van een Duitse dominee. Hij studeerde rechten. Kritzinger diende in de Eerste Wereldoorlog in het Duitse leger.
In 1918 bereikte hij de rang van Leutnant der Reserve (tweede luitenant in de militaire reserve). Werkte van 1921-1925 op het Duitse ministerie van justitie en van 1925-1926 op het Pruisische ministerie van handel. In het begin van de jaren 30 was hij werkzaam voor de ministerraad.
Kritzinger werd in 1938/1939 lid van de nazi-partij en werkte sindsdien voor de Rijkskanselarij. Als onderstaatssecretaris van de Rijkskanselarij woonde hij de Wannseeconferentie bij (20 januari 1942) waar de 'definitieve oplossing van het Joodse Vraagstuk' werd besproken. Aanvankelijk bepleitte Kritzinger de opsluiting van alle Europese Joden, maar verzette zich tegen 'evacuatie' (de tijdens de Wannseeconferentie gebruikte term voor uitroeiing), maar ging later overstag en stemde in met de uitroeiing.
Van 1942 tot 1945 was hij staatssecretaris voor de Rijkskanselarij. In mei 1945 was hij korte tijd staatssecretaris in de regering-Dönitz. Hij werd na de oorlog geïnterneerd in het geallieerde kamp Bruchsal. In april 1946, werd hij vrijgelaten maar in december 1946 werd hij opnieuw gevangengenomen. Hij was getuige tijdens het militair tribunaal in Neurenberg.

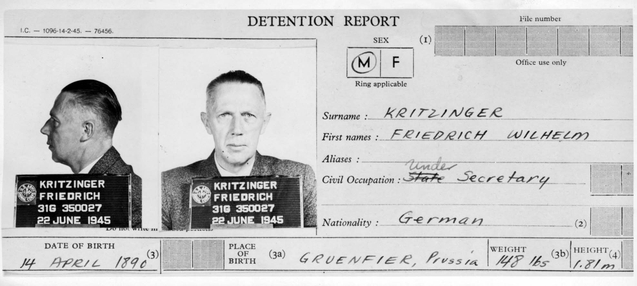
Detentierapport van Friedrich Wilhelm Kritzinger

In 1947 werd hij vanwege ziekte vrijgelaten. Hij overleed datzelfde jaar.

## Carrière
Kritzinger bekleedde verschillende rangen in zowel de Pruisische leger als Staatsdienst. De volgende tabel laat zien dat de bevorderingen niet synchroon liepen.
| Datums           | Pruisische leger     | Staatsdienst        |
| ---------------- | -------------------- | ------------------- |
|                  | Fähnrich             | —                   |
|                  | Leutnant der Reserve | —                   |
| 1921             | —                    | Hilfsarbeiter       |
| 1925             | —                    | Landgerichtsrat     |
| 1 februari 1938  | —                    | Ministerialdirektor |
| 1938             | —                    | Unterstaatssekretär |
| 1939             | —                    | Mitarbeit           |
| 22 november 1942 | —                    | Staatssekretär      |

## Lidmaatschapsnummers
- NSDAP-nr.: 4841517 (lid geworden 1 februari 1938)

## Onderscheidingen
- IJzeren Kruis 1914, 1e Klasse en 2e Klasse
- Ridder in de Huisorde van Hohenzollern

- Gemeinsame Normdatei: 124554849
- Virtual International Authority File: 23077374
- WorldCat: E39PBJqVRgDBFGFR6drpxgHgrq